# Pericoma coei
Pericoma coei är en tvåvingeart som beskrevs av Vaillant 1965. Pericoma coei ingår i släktet Pericoma och familjen fjärilsmyggor.
Artens utbredningsområde är Nepal. Inga underarter finns listade i Catalogue of Life.